# جون روز (ملحن)
جون روز (بالإنجليزية: Jon Rose)‏ هو عازف جاز وملحن أسترالي، ولد في 1951 في روتشستر في المملكة المتحدة.

## وصلات خارجية
- جون روز على موقع ميوزك برينز (الإنجليزية)
- جون روز على موقع ميوزك برينز (الإنجليزية)
- جون روز على موقع أول ميوزيك (الإنجليزية)
- جون روز على موقع ديسكوغز (الإنجليزية)